# Нуайель-Годо
Нуайе́ль-Годо (фр. Noyelles-Godault) — коммуна во Франции, регион О-де-Франс, департамент Па-де-Кале, округ Ланс, кантон Энен-Бомон-2, в 12 км к востоку от Ланса в месте пересечения автомагистралей А1 "Нор" и А21 "Рокад Миньер".
Население (2018) — 5 828 человека.

## Достопримечательности
- Церковь Святого Мартина, восстановленная после Первой мировой войны
- Мегамолл Ашан

## Экономика
Структура занятости населения:
- сельское хозяйство — 0,2 %
- промышленность — 8,3 %
- строительство — 2,6 %
- торговля, транспорт и сфера услуг — 74,5 %
- государственные и муниципальные службы — 14,5 %

Уровень безработицы (2017) — 19,9 % (Франция в целом — 13,4 %, департамент Па-де-Кале — 17,2 %). 

Среднегодовой доход на 1 человека, евро (2018) — 18 040 (Франция в целом — 21 730, департамент Па-де-Кале — 19 200).

## Демография
Динамика численности населения, чел.

## Администрация
Пост мэра Нуайель-Годо с 2020 года занимает Жерар Бизе (Gérard Bizet). На муниципальных выборах 2020 года возглавляемый им центристский список победил в 1-м туре, получив 72,86 % голосов.
| Период | Период | Фамилия      | Партия                   | Примечания                                                                                                 |
| ------ | ------ | ------------ | ------------------------ | --- |
| 1947   | 1971   | Луи Бёньес   | Христианская демократия  | делопроизводитель, профсоюзный активист, депутат Национального собрания                                    |
| 1971   | 1983   | Жерар Тери   |                          | фармацевт                                                                                                  |
| 1983   | 2020   | Жан Урбаньяк | Демократическое движение | инспектор национального образования, член Генерального совета департамента, депутат Национального собрания |
| 2020   |        | Жерар Бизе   |                          | |

## Знаменитые уроженцы
- Морис Торез (1900-1964), деятель французского и международного рабочего и коммунистического движения.